# 박용희 (축구 선수)
박용희(朴鏞熹, 2002년 3월 29일 ~ )은 대한민국의 축구 선수로 포지션은 오른쪽 윙어, 센터포워드이며 현재 K리그1 수원 FC 소속이다.